# Andrej Petrovics Rjabuskin
Andrej Petrovics Rjabuskin (oroszul: Андрей Петрович Рябушкин; Sztanyicsnaja szloboda, Tambovi kormányzóság, ma Borisoglebsk  része, Voronyezsi terület, 1861. október 29. — Дидвино birtok, Szentpétervári kormányzóság, 1904. május 10.) orosz történeti és néprajzi festő.

## Pályakép
Rjabuskin apja ikonfestő volt. Andrej és az bátyja kezdettől fogva sokat segítettek apjuknak. Andrej 14 éves volt, amikor apjuk meghalt. 1875-től képzőművészetet tanult egy moszkvai iskolában, 1882-ben a szentpétervári művészeti akadémiára ment tanulni, közben kortárs művészeti magazinoknak dolgozott illusztrátorként.
A művészeti akadémia nagy csalódást jelentett számára, de 1892-ben azért lediplomázott. Ezután az Orosz Birodalomban turnézott, bejárt számos ősi várost, Kijev, Moszkva, Novgorod. Tanulmányozta az építészetet, a tárgyakat, a népi mesterségeket, a régi fegyvereket, szöveteket, kárpitokat, hímzéseket, ruhaviseleteket.
1894-ben kiállított egy orosz ellenzéki művészeti csoportosulással („Передвижники”, magyarul Vándorkiállítók Társasága). Rajzokat, akvarelleket, illusztrációkat készített.
Elég kevés megrendelést kapott. Az 1890-es évek végén megállapodott és letelepedett egy stúdió épületben Didvinóban. Régi városrészleteket festett és az orosz parasztok életét ábrázolta képein.
Templomok számára készített freskókat, mozaikokat, de a leghíresebbek életképei és történelmi festményei. Egyik ismertebb képe a Moszkvai utca a 17. században ünnepnapon.
1903-ban tuberkulózist diagnosztizáltak nála, Svájcba küldték gyógyulni, de már ott sem tudtak segíteni rajta, így visszatért hazájába, Gyidvinóban hunyt el 1904-ben.

## Galéria

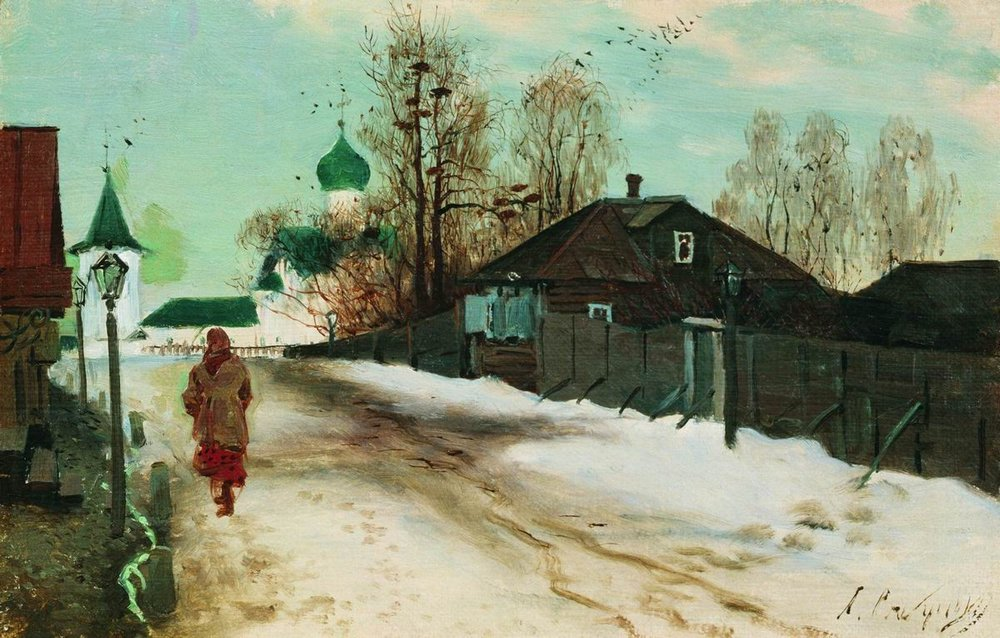
Utca Novgorodban (1899)
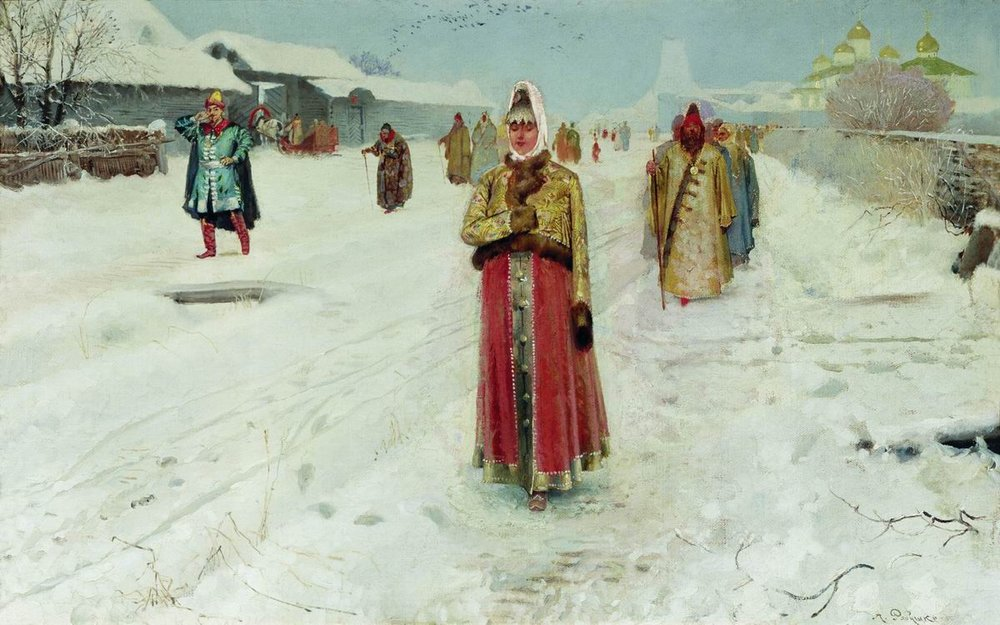
Vasárnap (1899)
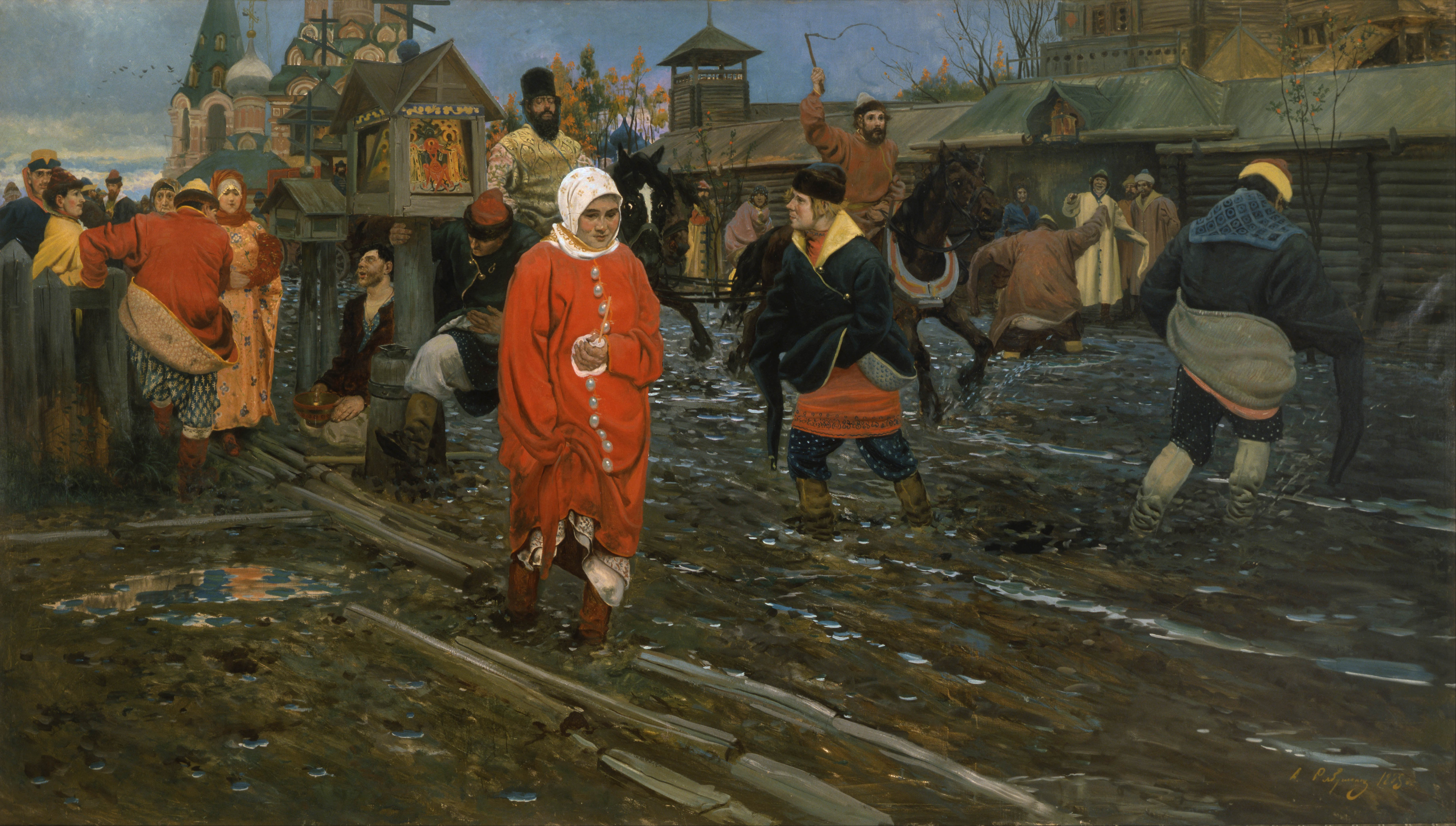
Moszkvai utca a 17. században ünnepnapon
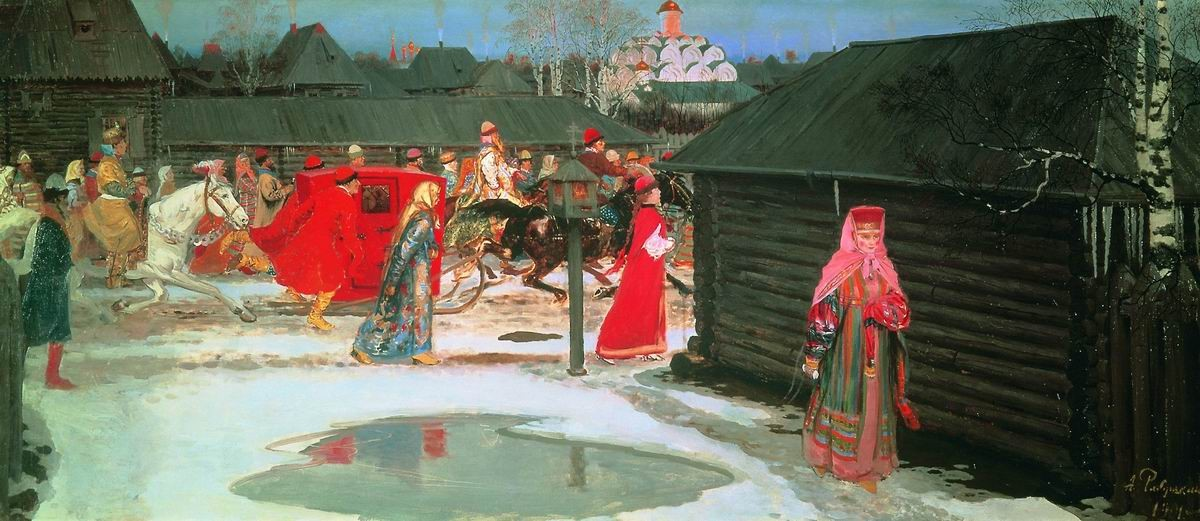
Esküvő Moszkvában a 17. században (1901)
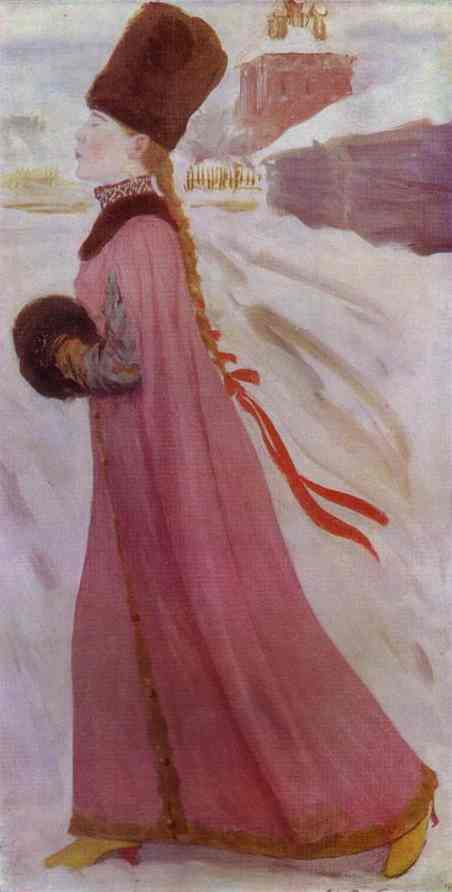
Moszkvai lány a 17. században (1903)